# Туплице (станция)
Туплице (пол. Tuplice) — пассажирская и грузовая железнодорожная станция в селе Туплице в гмине Туплице, в Любушском воеводстве Польши. Имеет 2 платформы и 2 пути.
Станция на железнодорожной линии Лодзь-Калиская — Форст, построена в 1872 году, когда эта территория была в составе Германской империи.